# Cucina dello Jiangsu

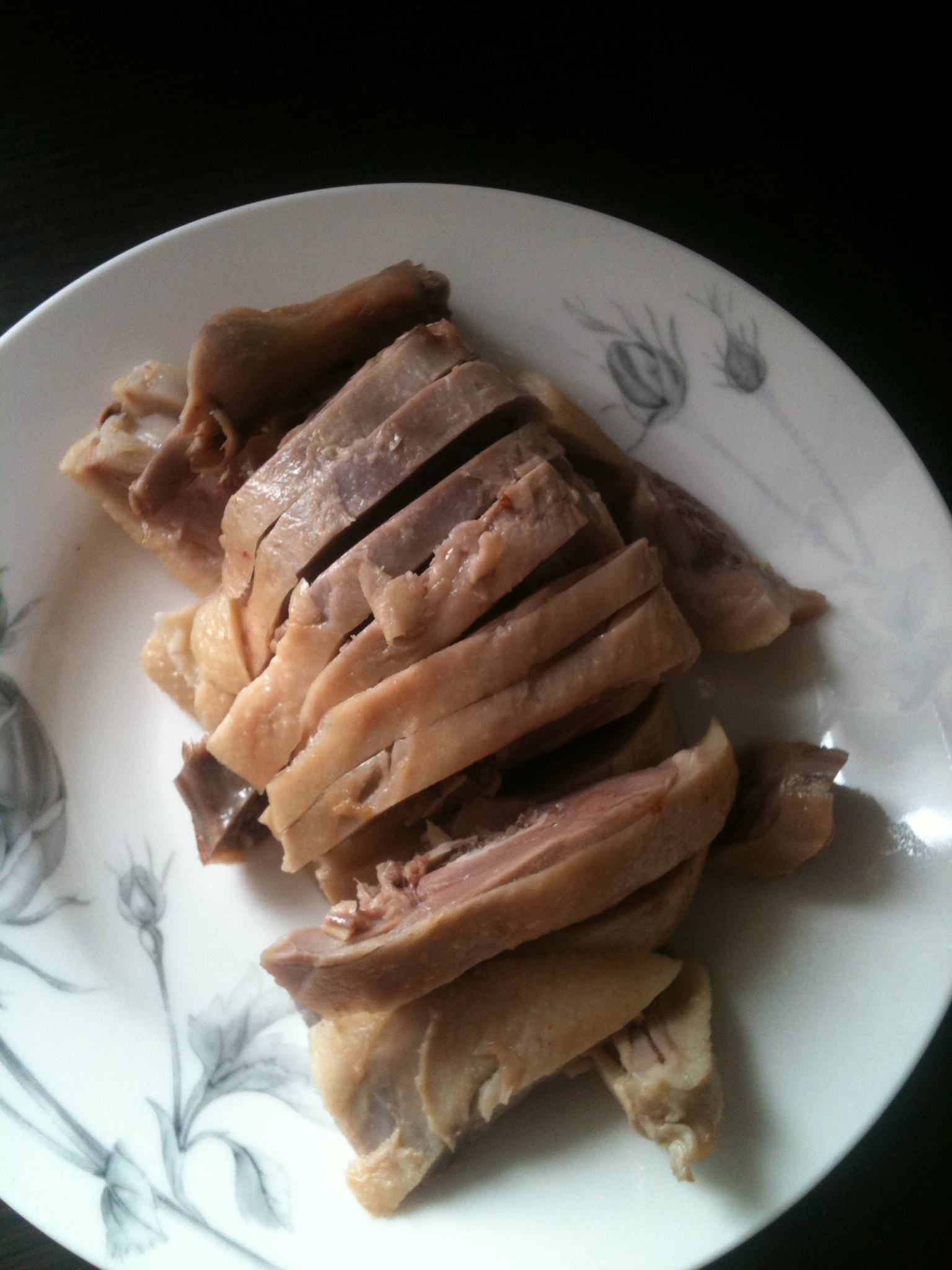
Anatra salata di Nanchino

La cucina dello Jiangsu, o cucina Su, è una delle otto scuole culinarie della cucina cinese. Il clima umido e l'ottimo sistema di irrigazione dello Jiangsu garantiscono una vasta varietà di risorse sin dall'antichità, dai prodotti agricoli a quelli ittici. Per tali motivi, lo Jiangsu è stato definito "la terra del pesce e del riso".
All'interno della cucina dello Jiangsu si possono individuare quattro scuole: Jinling (金陵菜), Huaiyang (淮扬菜, la più importante, servita durante i banchetti di Stato), Suxi (苏锡菜) e Xuhai (徐海菜).

## Storia
La cucina dello Jiangsu trova le sue radici durante il periodo delle primavere e degli autunni (771-476 a. C.). Durante le dinastie Tang e Song lo Jiangsu visse un momento di grande splendore, e lo sviluppo del commercio e l'arrivo di migranti contribuirono a plasmare una certa varietà culturale. Nella regione vennero introdotti nuovi stili culinari da ogni dove, mentre i commercianti del sale benestanti contribuirono ad elevare la cucina locale in termini di eleganza.
In età contemporanea, l'espressione cucina Su fa riferimento alla cucina dello Jiangsu e a quella dello Zhejiang, essendo le due province molto vicine, sia geograficamente che dal punto di vista culinario.

## Caratteristiche

### Gli ingredienti

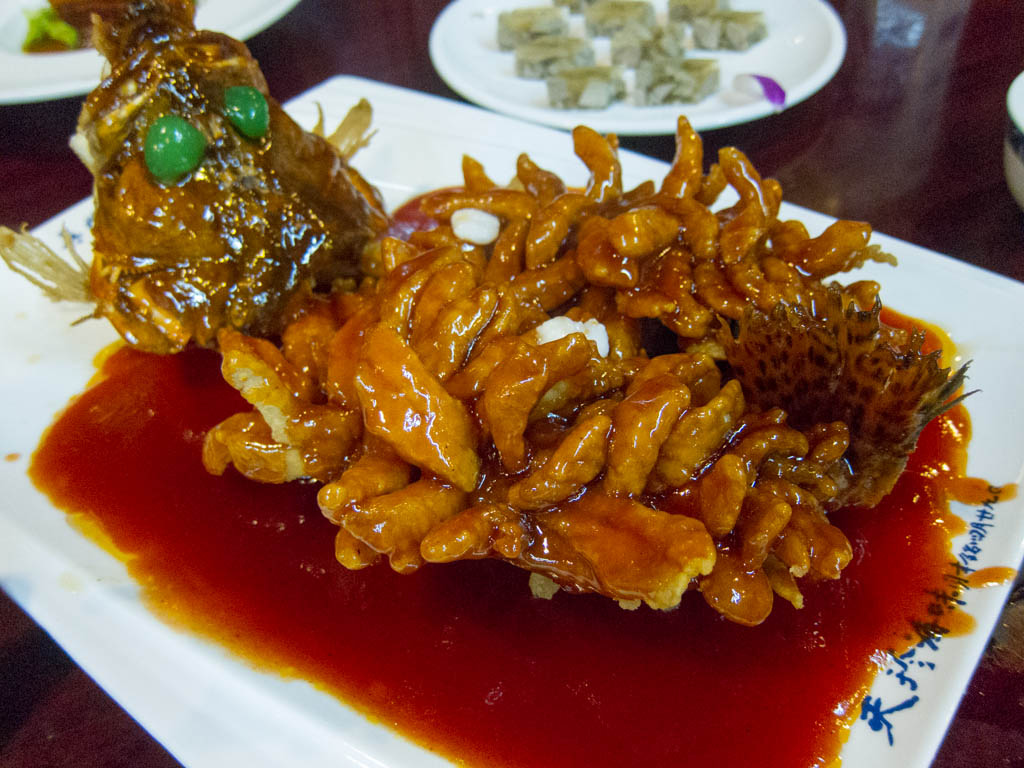
Songshu guiyu

La cucina dello Jiangsu abbina gli ingredienti in base alla loro stagionalità e alle loro proprietà. Riso e grano sono gli alimenti principali, mentre pesce e crostacei abbondano grazie alla presenza di fiumi e laghi, nonché alla vicinanza del Mar Cinese Orientale. Il granchio cinese (Eriocheir sinensis, 大闸蟹) simboleggia l'arrivo dell'autunno nella zona, e a causa della sua scarsa reperibilità, in particolare prima della modernizzazione dell'agricoltura industriale, viene sostituito dai gamberi, una specie invasiva proveniente da altre contee.
La cucina dello Jiangsu impiega svariate verdure, come foglie di tè, germogli di bambù, funghi, radici di loto, gambi di riso selvatico, trape, castagna d'acqua e Brasenia schreberi. Tra le spezie, protagoniste del piatto gamberi alle tredici spezie (十三香小龙虾) originario della contea di Xuyi, si menzionano Amomum, scorze di mandarino, noce moscata, cannella, chiodi di garofano, pepe, anice stellato, cumino, radice di Costus, Angelica, Kaempferia, Alpinia e zenzero essiccato.

### Le tecniche di cottura

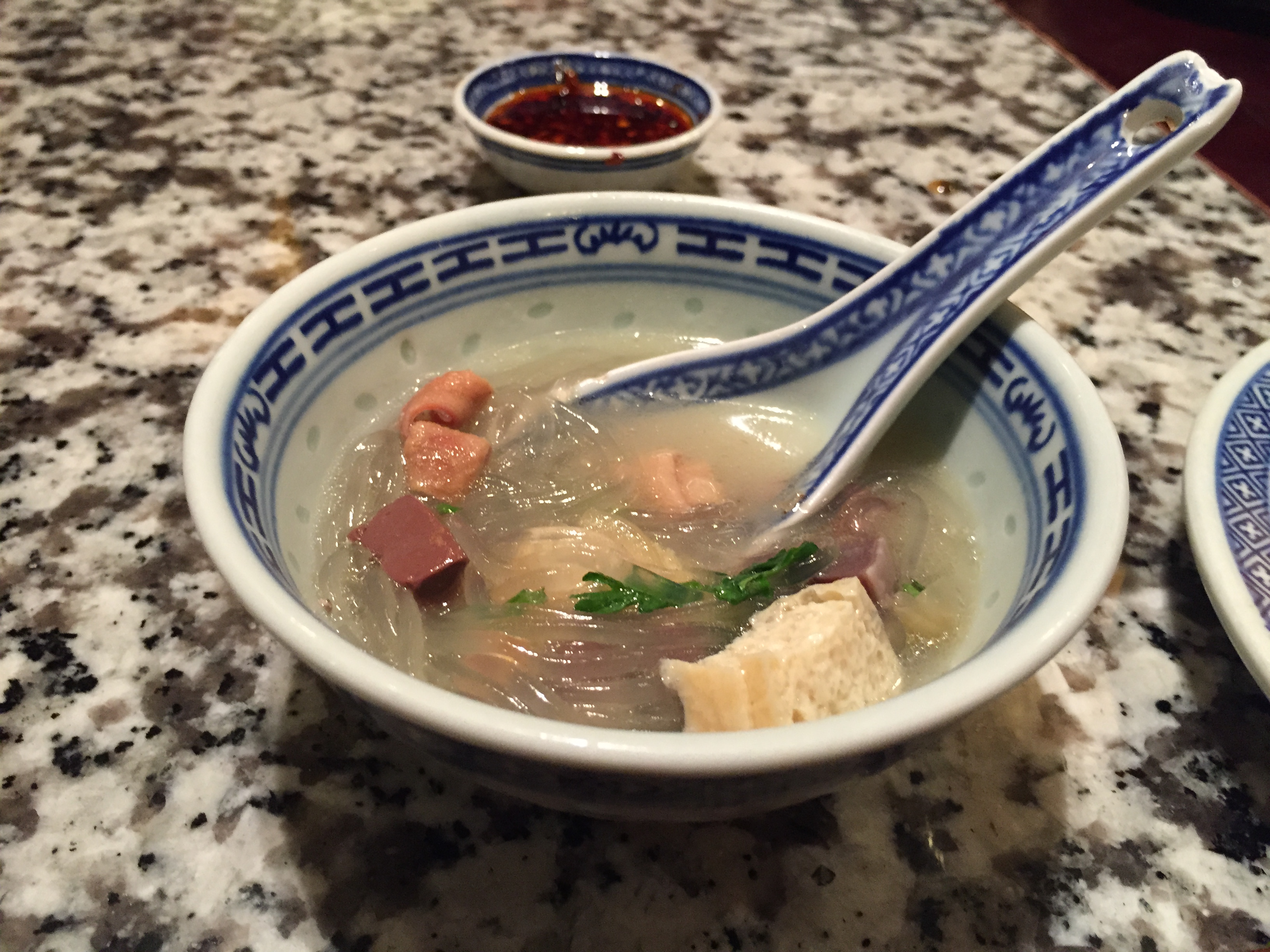
Zuppa con noodle e sangue di anatra

Essendo la cucina dello Jiangsu associata a tecniche di preparazione qualificate e a un attento gusto estetico, sin dall'antichità è sempre stata l'espressione culinaria dei ceti più elevati. I metodi di cottura più diffusi sono la brasatura, la cottura al vapore e la frittura. Tutti gli ingredienti sono tritati finemente e ogni piatto viene servito elegantemente con grande cura. Un piatto esemplare che mostra tali caratteristiche è il tofu secco brasato (大煮干丝), che viene finemente tagliato, a volte fino a trenta pezzi, e poi ulteriormente sminuzzato in piccoli pezzi larghi circa due millimetri.
La città di Yangzhou è nota per l'arte dell'intaglio vegetale, risalente ai tempi della dinastia Qing e parte del patrimonio culturale immateriale dello Jiangsu.

### I gusti e l'aspetto dei piatti
La cucina dello Jiangsu segue l'antico principio dei "sette gusti e sette sensi" (七滋七味). I gusti sono acido, dolce, amaro, piccante, salato, aromatico e puzzolente, mentre i sensi includono umami, morbido, croccante, tenero, fragile, denso e grasso.
I sapori, i colori e i valori nutrizionali degli ingredienti vengono bilanciati secondo il principio dell'Aurea mediocritas, una delle filosofie più influenti della Cina. I gusti non sono mai eccessivamente forti, poiché si tende a enfatizzare la freschezza degli ingredienti, mentre l'aspetto dei piatti è decisamente creativo, con colori accattivanti e sculture di cibo intagliato. Queste caratteristiche fanno sì che la cucina dello Jiangsu risulti la più popolare nei banchetti cinesi.

## I piatti principali

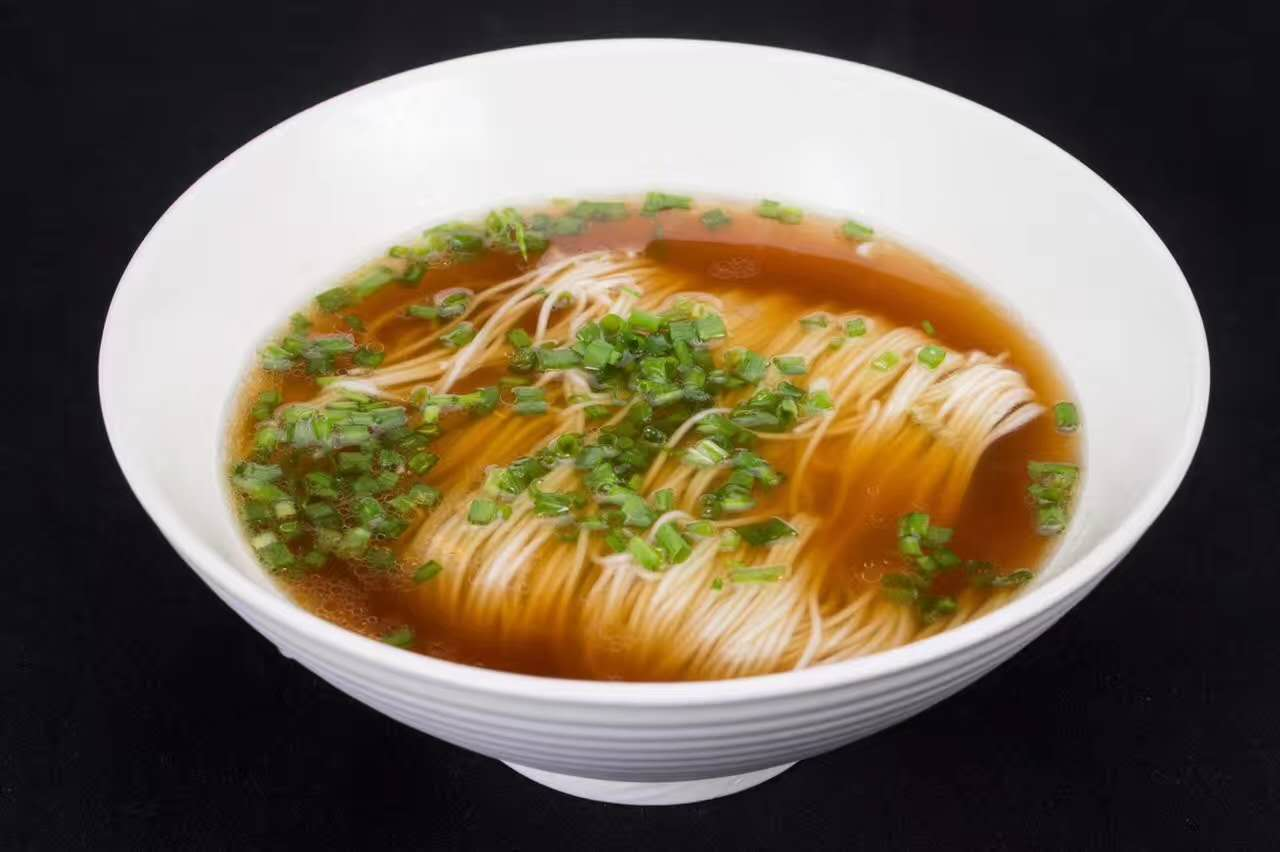
Zuppa con noodle in stile Sùmiàn

Ad un tipico banchetto in stile Jiangsu vengono serviti un zuppa, un alimento principale, dai 4 ai 6 cibi freddi e dagli 8 ai 10 cibi caldi.
Tra i piatti serviti freddi si citano il tofu secco brasato (大煮干丝), i granchi al vapore marinati in un salsa a base di huangjiu, salsa di soia, zenzero, pepe e altre spezie, e la radice di loto zuccherata di osmanto: la radice di loto viene farcita con del riso glutinoso e stufata con osmanto e zucchero.
Uno dei piatti caldi più iconici della cucina dello Jiangsu è l'anatra salata di Nanchino (南京咸水鸭), detta anche "anatra all'osmanto" (桂花鸭) in quanto comunemente consumata durante la fioritura di tale fiore, intorno alla festa di metà autunno. Tra le pietanze a base di pesce si cita il songshu guiyu (松鼠鱖魚S, sōngshǔ guìyúP, lett. "pesce scoiattolo"), a base di pesce mandarino fritto e condito con salsa agrodolce, e il pesce nascosto nel montone (羊方藏鱼S, Yáng fāng cáng yúP), che viene avvolto in costolette di agnello disossate e stufato con spezie. La testa di leone (狮子头S, Shīzǐ tóuP) è invece una polpetta di carne di maiale brasata con salsa di soia e stufata con un brodo leggero.
Uno dei piatti della cucina dello Jiangsu più celebri fuori dalla Cina è il riso fritto di Yangzhou. Nella zona sono presenti anche svariati tipi di noodle, come Dùpí miàn (肚皮面), Qīngtāng miàn (清汤面), Dàròu miàn (大肉面), Sùmiàn (素面), Yú tāngmiàn (鱼汤面), Chǎomiàn (炒面), Yín sī miàn (银丝面) ecc.
Tra le zuppe più comuni dello Jiangsu si citano la zuppa con noodle e sangue di anatra (鸭血粉丝汤S, Yā xiě fěnsī tāngP), tipicamente consumata al mattino come portata principale della colazione, la zuppa di carpa (清炖鲢鱼汤S, Qīngdùn lián yú tāngP) e la zuppa di pelle di maiale fritta umami (肉皮三鲜汤S, Ròupí sān xiān tāngP), nella quale la pelle di maiale fritta viene bollita con germogli di bambù, funghi, cavoli, prosciutto, cetrioli di mare e tendini.